# Lee Tomlin
Lee Tomlin (Liverpool, 12 gennaio 1989) è un ex calciatore inglese, di ruolo attaccante.

## Carriera
Ha cominciato dalle giovanili del Leicester City per poi continuare in quelle del Rushden & Diamonds: in quest'ultima squadra ha cominciato i primi passi da professionista.
Dal luglio 2010 si è trasferito al Peterborough, con cui ha esordito in Championship il 6 agosto 2011, nella gara contro il Crystal Palace; ha messo ha segno il primo goal in Championship nella gara con l'Ipswich, chiuso con una tripletta personale.
Nella stagione 2011-2012 ha giocato 37 partite con il Peterborough in Championship. 

## Palmarès

### Club

#### Competizioni nazionali
- Football League Trophy: 1

Peterborough Utd: 2013-2014